# Свинушковые
Свину́шковые (лат. Paxillaceae) — семейство грибов порядка Болетовые.

## Таксономия
Семейство впервые описано французским микологом Рене Мэром в 1902 г., но впоследствии опубликованный Мэром таксон был признан недействительным (nom. inval.), валидной в настоящее время является публикация нидерландского учёного Й. Лотси (1907 г.) На основании признаков гименофора семейство считалось «промежуточным» между болетовыми и агариковыми грибами, а затем было отнесено к порядку болетовых. Принадлежность его к болетовым подтвердилась только после появления метода молекулярно-филогенетического анализа, но в самом этом семействе, представленном немногочисленными родами, произошли значительные изменения.
- Ряд видов Paxillus выделен в самостоятельный род Tapinella, к которому отнесли и свинушку толстую (Paxillus atrotomentosus или Tapinella atrotomentosa).
- Роды Гигрофоропсис (Hygrophoropsis) и Омфалот (Omphalotus) стали самостоятельными семействами (Hygrophoropsidaceae и Omphalotaceae), причём омфалотовые отнесены к порядку агариковых.
- К свинушковым отнесли роды Гиродон (Gyrodon) и Paragyrodon, входившие в семейство болетовых (Boletaceae).

Роды Paxillus и Gyrodon положены в основу клады, в которой содержатся представители рода Boletus.

### Список родов
- Austrogaster Singer, 1962
- Gyrodon Opat., 1836 — Гиродон
- Hydnomerulius Jarosch & Besl, 2001
- Paragyrodon (Singer) Singer, 1942
- Paxillus Fr., 1835 — Свинушка